# Del mio meglio
Del mio meglio — сборник итальянской певицы Мины, выпущенный в 1971 году на лейбле PDU.
Альбом стал первым в серии сборников Мины «Del mio meglio…».

## Об альбоме
В альбоме присутствуют некоторые ранее неизданные треки, записанные в прямом эфире в 1970 году во время концерта в зале компании «Швейцарское телерадиовещание»: «Io vivrò (senza te)», «Vedrai vedrai» и «Yesterday».
Ещё из концертных номеров в альбоме присутствуют песни, которые ранее уже издавались в альбоме Mina alla Bussola dal vivo 1968 года.
Также в альбом был включён недавний хит певицы, песня «Io e te da soli», выпущенный в ноябре 1970 года.
Оформление альбома было выполнено графиками Лучано Талларини и Джанни Ронко. Конверт с виниловой пластинкой раскрывается в форме греческого креста, три внутренние части содержат фото женщин различных эпох в полный рост, но без голов, на место которых можно подставить голову Мины с отдельной фотокарточки. Фото самой певицы было сделано Роберто Бертолини во время выступления на программе «Carosello».
Альбом занял первое место в итальянском альбомном хит-параде, пробыв на вершине 15 недель. В ежегодном рейтинге продаж он стал вторым.

## Список композиций
| №  | Название               | Автор(ы)                        | Длительность |
| -- | ---------------------- | ------------------------------- | ------------ |
| 1. | «Io vivrò senza te»    | Могол, Лучо Баттисти            | 4:05         |
| 2. | «Se stasera sono qui»  | Могол, Луиджи Тенко             | 3:59         |
| 3. | «Vedrai, vedrai»       | Луиджи Тенко                    | 4:45         |
| 4. | «Yesterday»            | Джон Леннон, Пол Маккартни      | 3:15         |
| 5. | «La voce del silenzio» | Могол, Паоло Лимити, Элио Эзола | 3:28         |
| 6. | «Io e te da soli»      | Могол, Лучо Баттисти            | 4:32         |

| №  | Название                 | Автор(ы)                                      | Длительность |
| -- | ------------------------ | --------------------------------------------- | ------------ |
| 1. | «Vorrei che fosse amore» | Антонио Амурри, Бруно Канфора                 | 2:26         |
| 2. | «Un’ombra»               | Паоло Лимити, Клаудио Дайано, Роберто Соффичи | 3:22         |
| 3. | «Bugiardo e incosciente» | Паоло Лимити, Жуан Мануэль Серрат             | 6:16         |
| 4. | «Insieme»                | Могол, Лучо Баттисти                          | 4:05         |
| 5. | «Quand’ero piccola»      | Франко Мльяччи, Луис Бакалов, Бруно Дзамбрини | 2:52         |
| 6. | «Non credere»            | Могол, Луиджи Калузетти, Роберто Соффичи      | 4:06         |

## Чарты
| Чарт (1971)              | Высшая позиция | Недель в чарте |
| ------------------------ | -------------- | -------------- |
| Италия (Musica e dischi) | 1              | 45             |

| Чарт (1971)              | Позиция |
| ------------------------ | ------- |
| Италия (Musica e dischi) | 2       |